# 西中国山地国定公園
西中国山地国定公園（にしちゅうごくさんちこくていこうえん）は、中国山地の西側、島根県、広島県、山口県にまたがる冠山山地一帯に位置する山岳公園。1969年（昭和44年）1月10日指定。総面積は28,553haである（2024年6月30日現在）。

## 概要
北東から南西方向にかけて標高1,000～1,300m程度の準平原的な山容の山々が連なり、阿佐山、恐羅漢山、冠山、寂地山などの山岳を有する。また、これらの山々の間に匹見峡、三段峡、寂地峡など多くの渓谷や断層谷がある。地質は北部は流紋岩類、南部はほとんどが花崗岩類で、これらは中生代白亜紀のものである。

### 山
- 恐羅漢山（1,346m）
- 冠山（1,339m）
- 寂地山（1,337m）
- 安蔵寺山（1,263m）
- 臥竜山（1,223m）
- 阿佐山（1,218m）
- 深入山（しんにゅうさん）（1,153m）

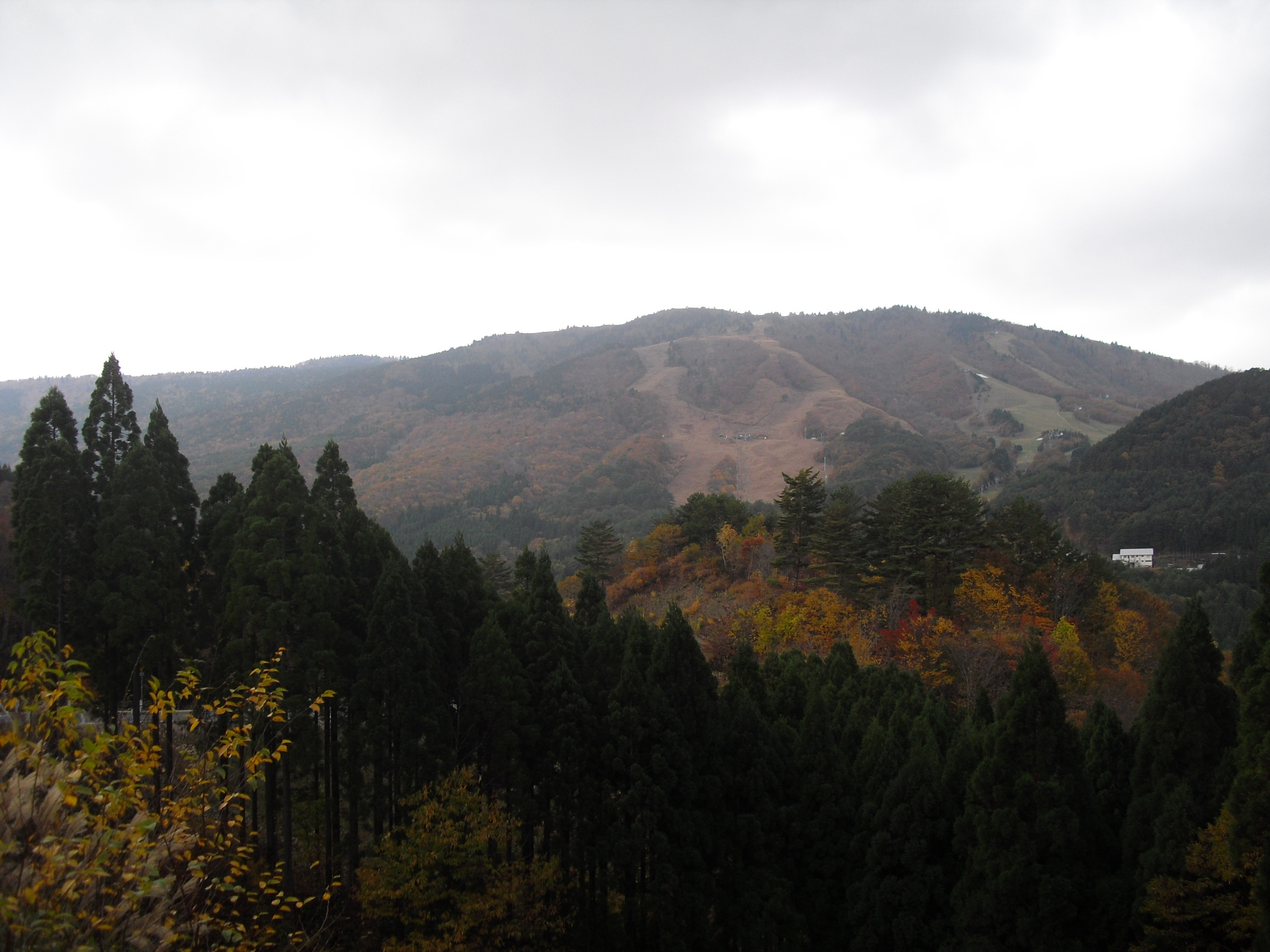
恐羅漢山
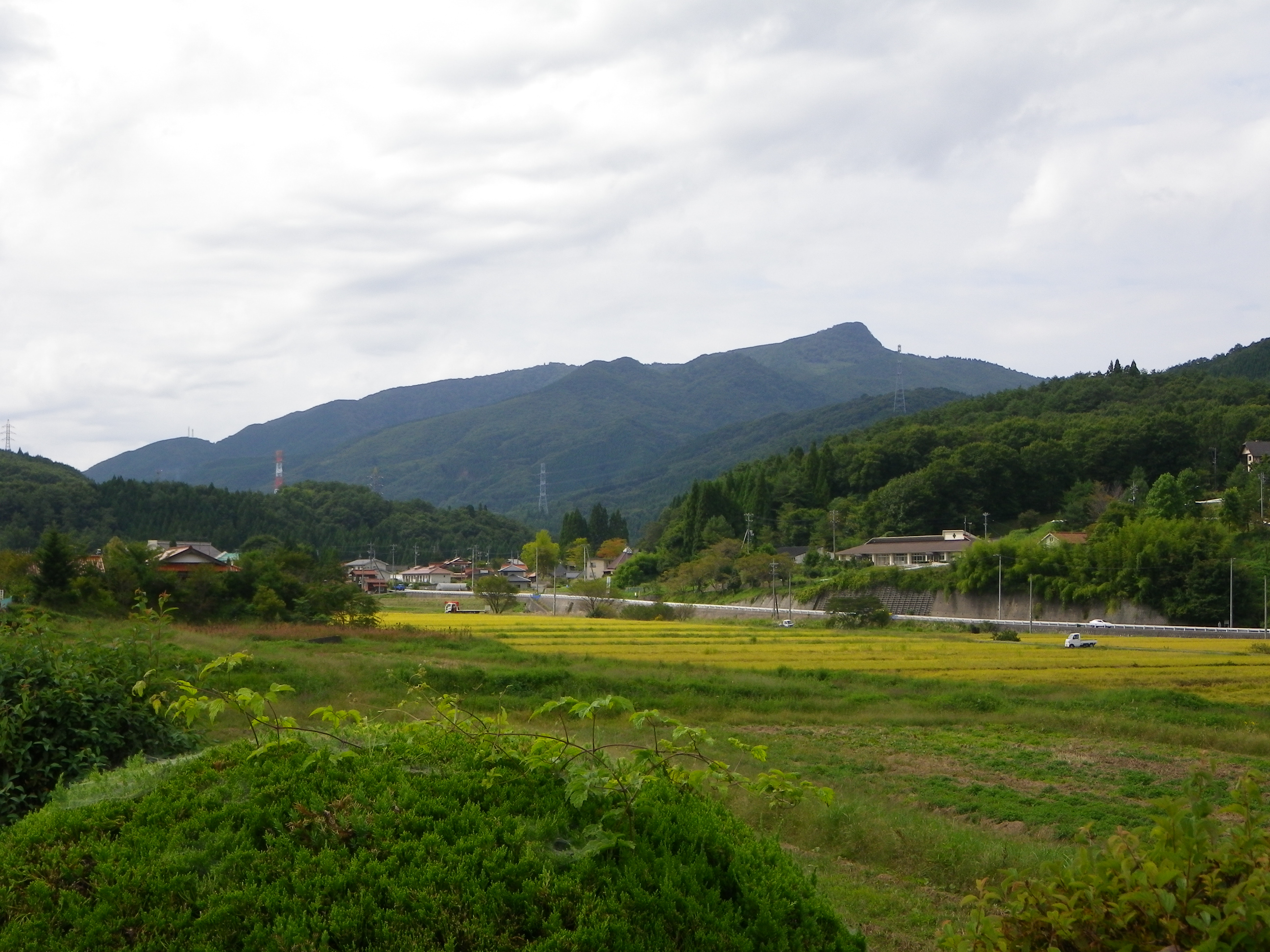
冠山
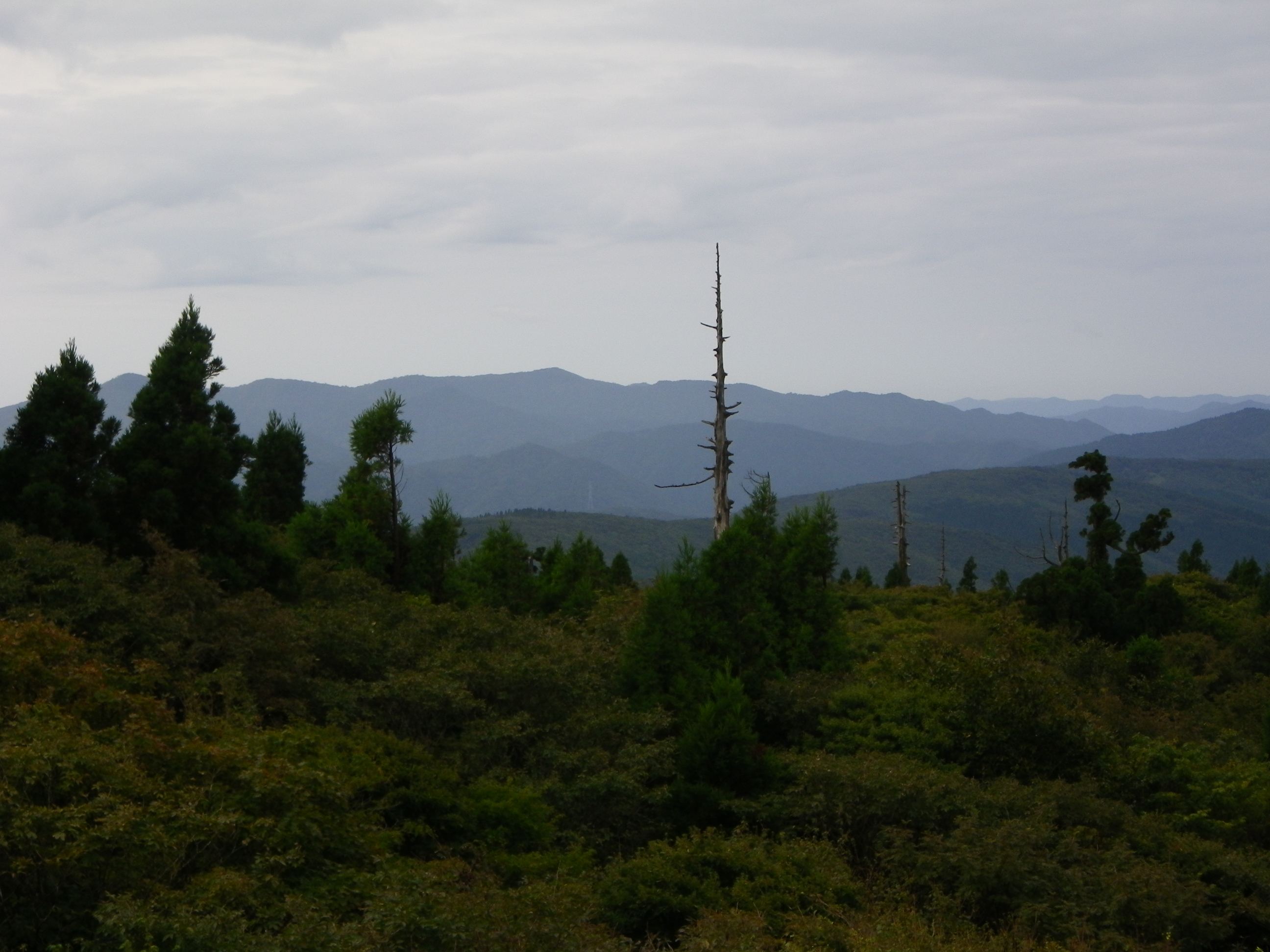
寂地山
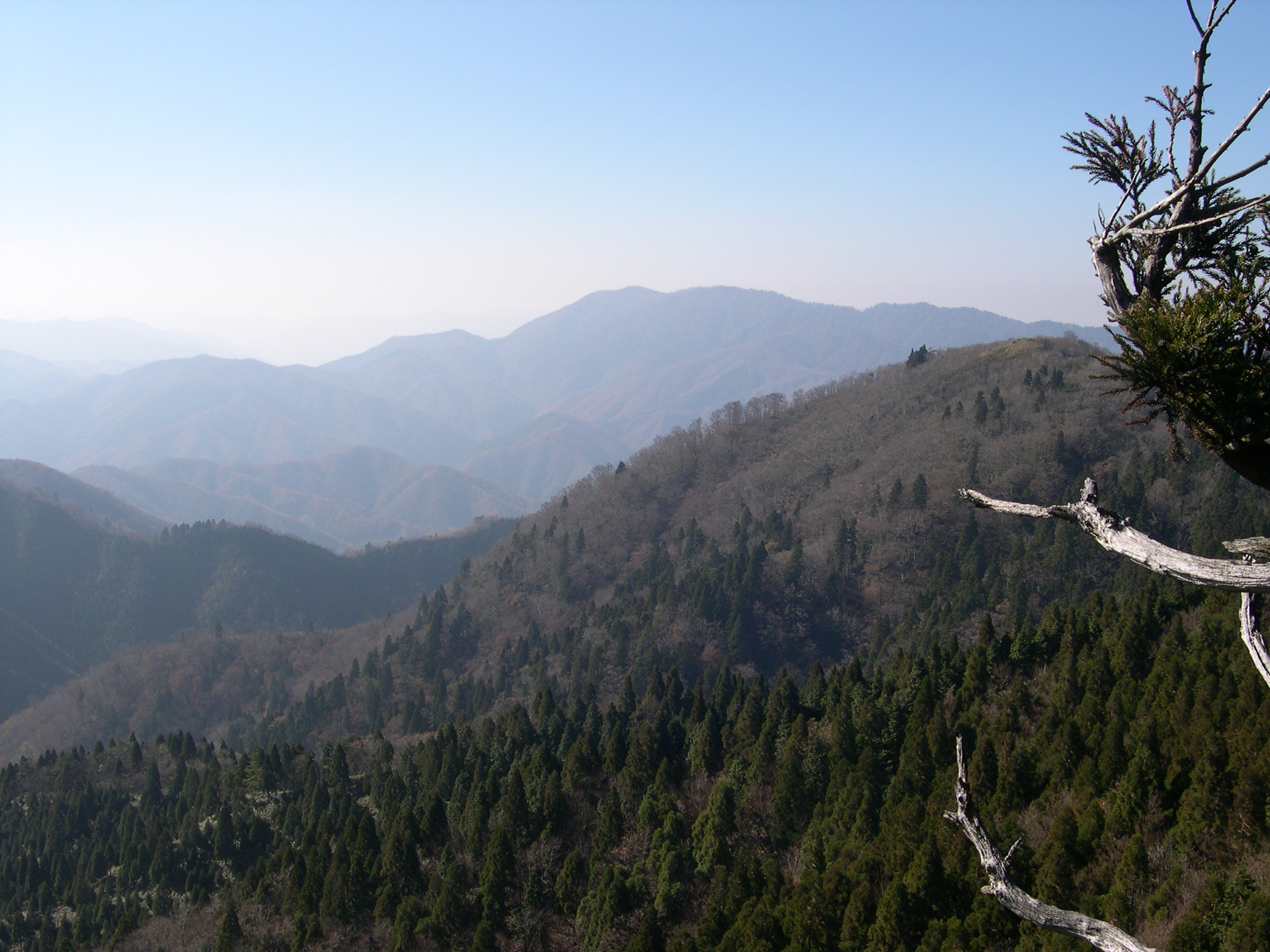
安蔵寺山
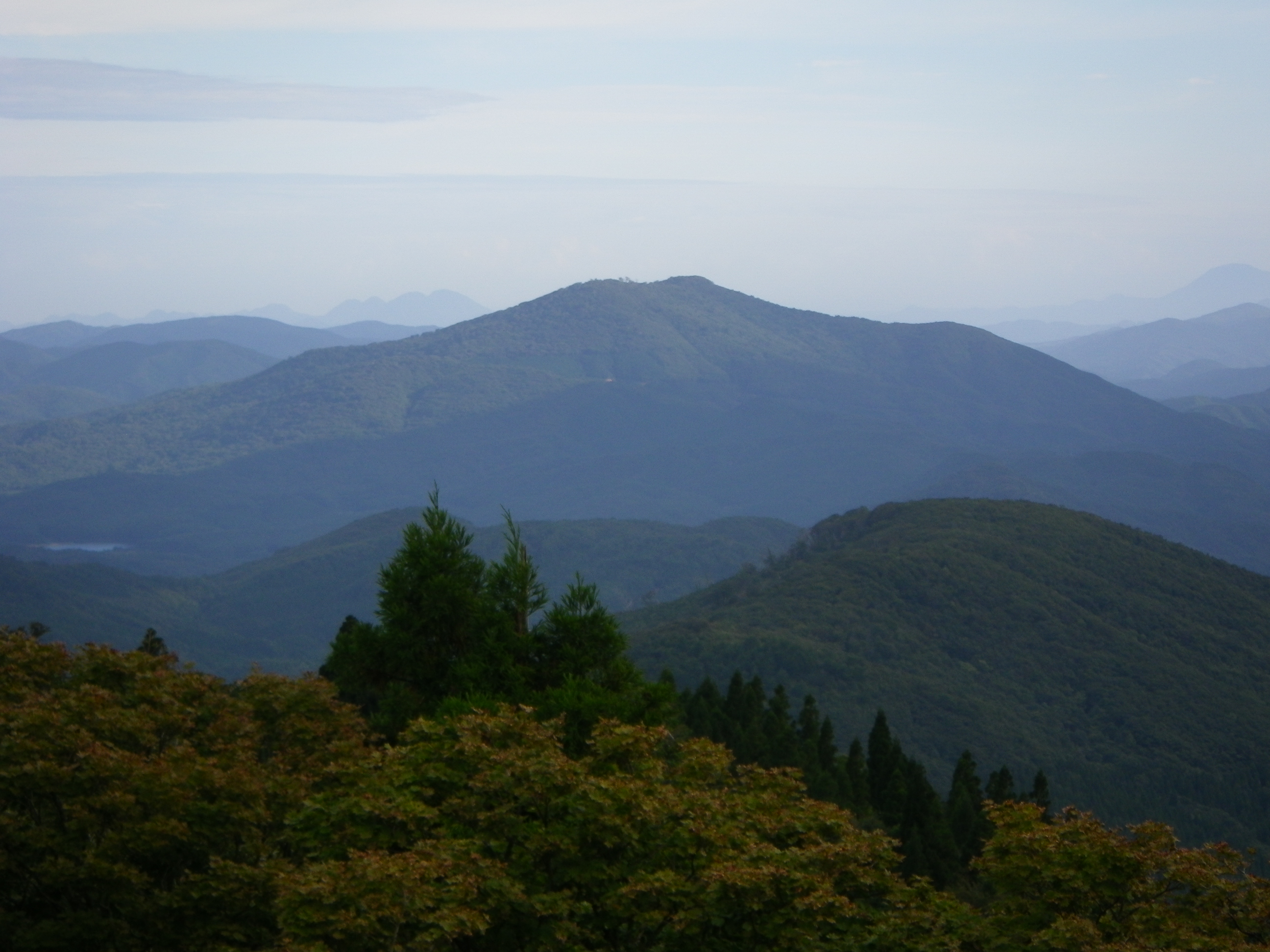
臥竜山（刈尾山）

### 渓谷
- 三段峡
- 匹見峡
- 深谷峡
- 寂地峡
- 雙津峡

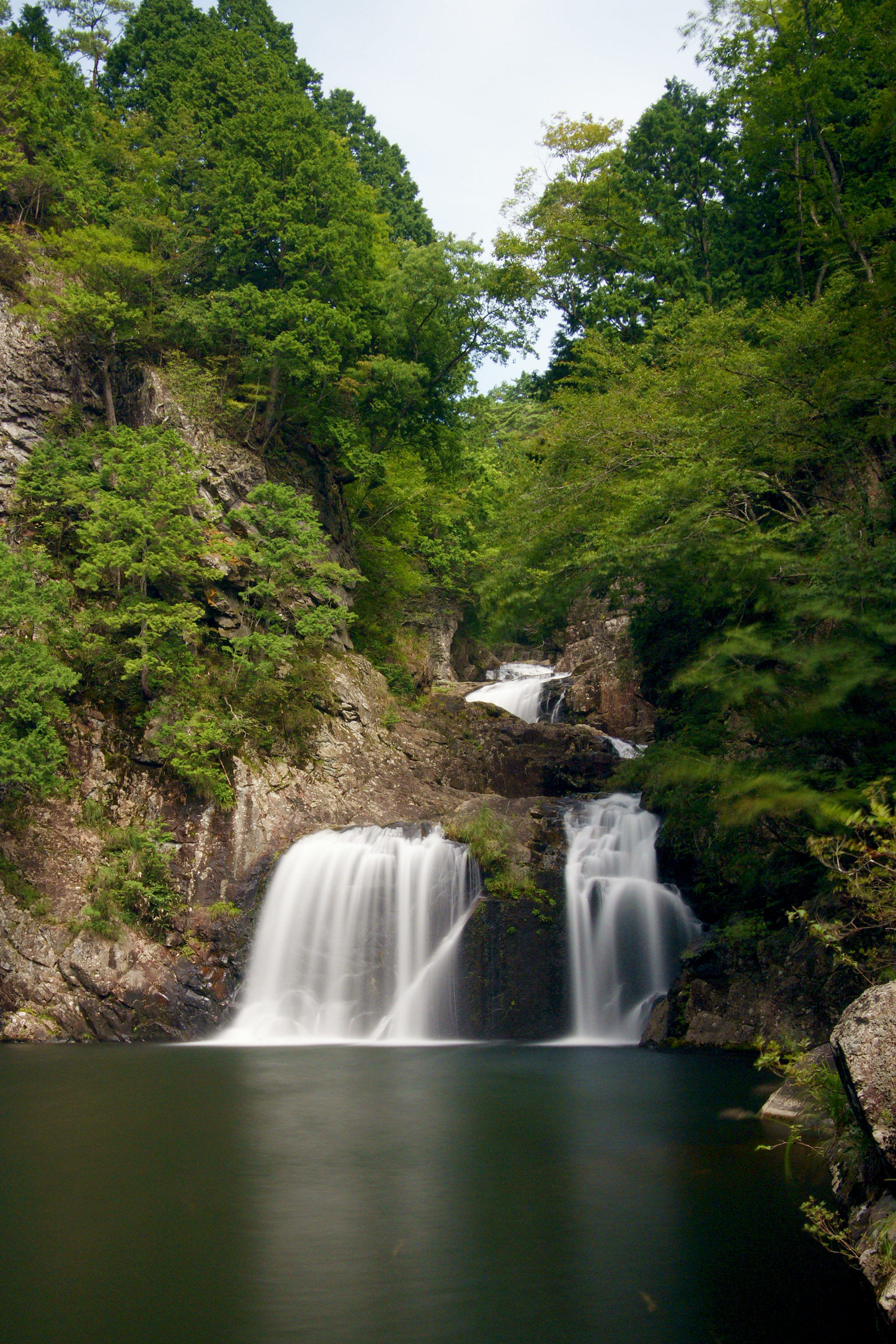
三段峡三ツ滝
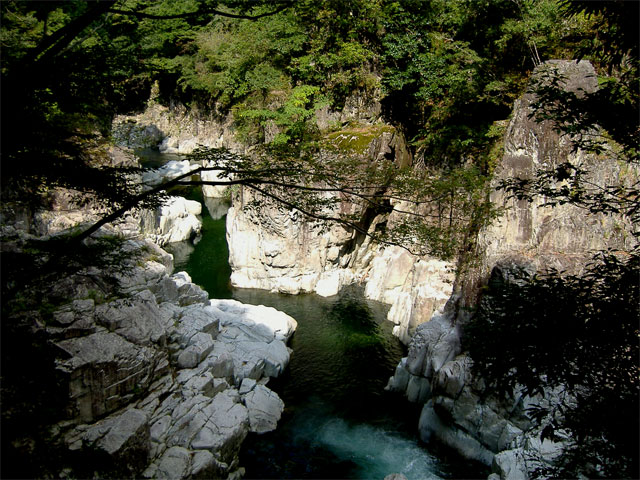
匹見峡表匹見峡
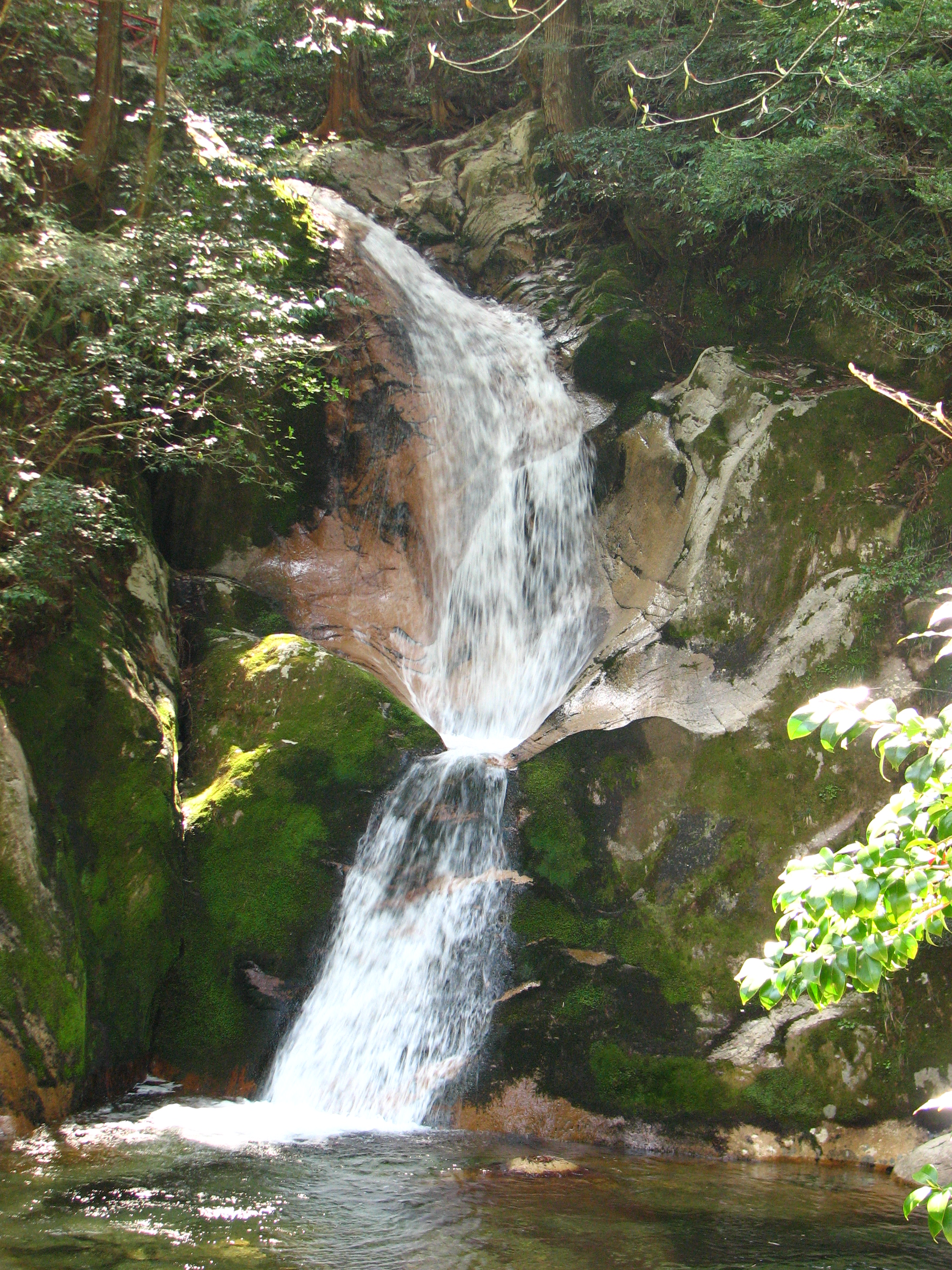
寂地峡竜尾の滝

## 生物

### 植物
温暖帯上部から冷温帯に属しており、地況ごとに変化に富んだ植物景観がみられる。山岳上部には冷温帯特有のブナ林があり、特に安蔵寺山、恐羅漢山、冠山、寂地山などにはブナの自然林がある。

### 動物
1966年（昭和41年）の「西中国山地国定公園候補地学術調査報告」によると、哺乳類14科23種、鳥類31科93種、両生類5科12種、昆虫類10目83科371種、魚類11科23種が報告されている。ツキノワグマについては西中国山地が本州の生息の西限とされる。